# Hunsel

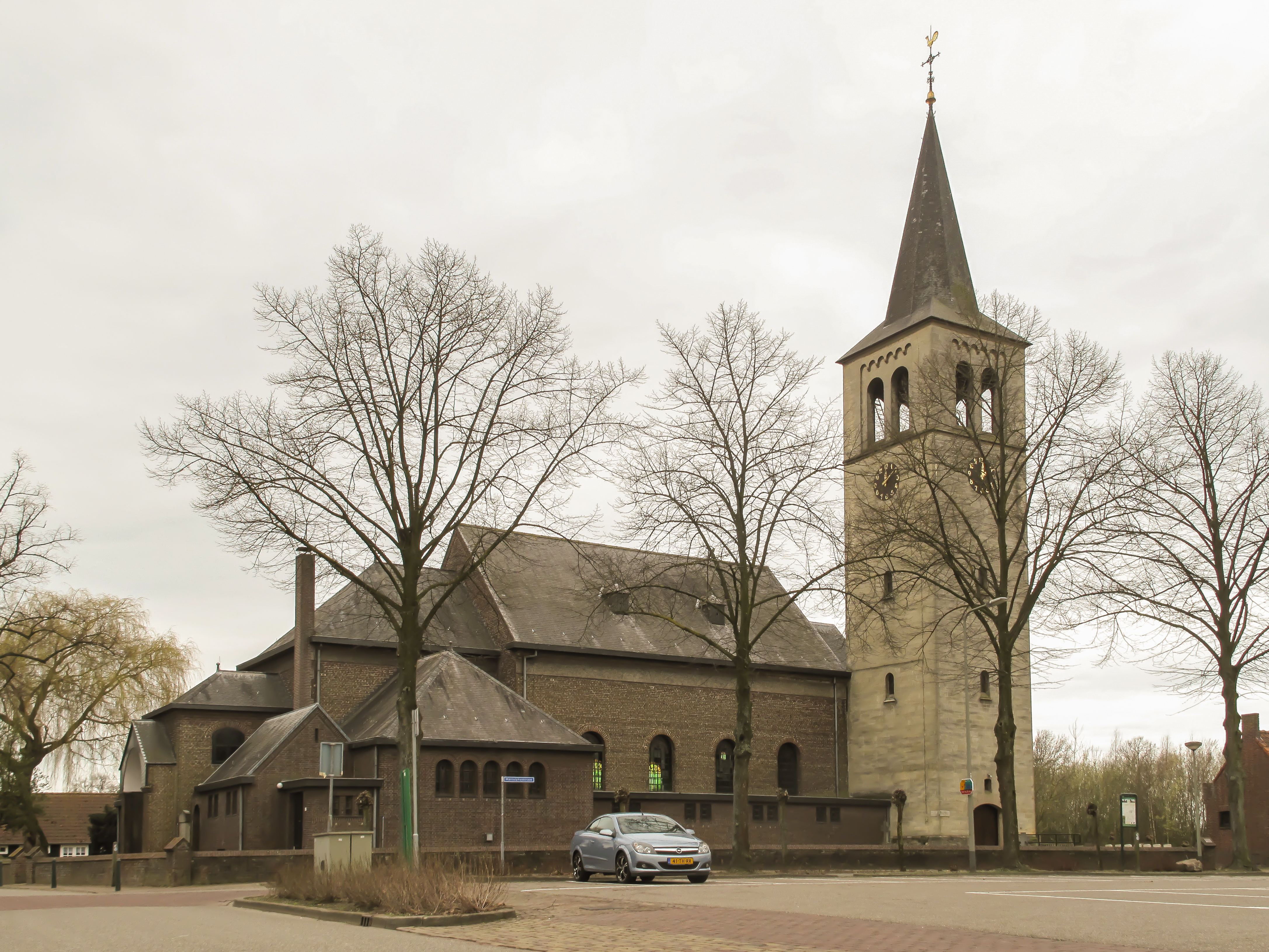
Sint Jacobuskerk.

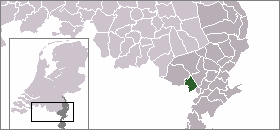
Hunsels läge

Hunsel är en stad i provinsen Limburg i Nederländerna. Staden hade 970 invånare (2012).
Hunsel var en egen kommun fram till 2007 då kommunen infogades i Leudal. Kommunens totala area var 34,53 km² (där 0,13 km² var vatten) och invånarantalet var på 6 231 invånare (2005).